# Vuelta a San Juan 2018
La 36.ª edición de la competición ciclista Vuelta a San Juan (llamado oficialmente: Vuelta Ciclista a la Provincia de San Juan) fue una carrera de ciclismo en ruta por etapas que se celebró entre el 21 y el 28 de enero de 2018 en la Provincia de San Juan, Argentina sobre un recorrido de 959,4 kilómetros.
La carrera hizo parte del UCI America Tour 2018 dentro de la categoría UCI 2.1 y fue ganada por el corredor español Óscar Sevilla del equipo Medellín después de que el ciclista argentino Gonzalo Najar fuera despojado de su título por una sanción por dopaje.

### Equipos participantes
Tomaron parte en la carrera 27 equipos: 7 de categoría UCI WorldTour 2018 invitados por la organización; 5 de categoría Profesional Continental; 9 de categoría Continental y 6 selecciones nacionales. Formando así un pelotón de 165 ciclistas de los que acabaron 151. Los equipos participantes fueron:
| WorldTeams (7)- Bahrain-Merida - Quick-Step Floors - Trek-Segafredo - UAE Team Emirates - Movistar Team - Bora-Hansgrohe - Lotto Soudal Equipos continentales profesionales (5)- Israel Cycling Academy - UnitedHealthcare - Androni Giocattoli-Sidermec - Wilier Triestina-Selle Italia - Caja Rural-Seguros RGA Equipos continentales (9)- Sindicato de Empleados Públicos de San Juan - Municipalidad de Pocito - Asociación Civil Mardan - Asociación Civil Agrupación Virgen de Fátima - Municipalidad de Rawson - Trevigiani Phonix-Hemus 1896 - Medellín-Éxito - Coldeportes Zenú - Canel's-Specialized Equipos nacionales (6)- Italia - Argentina - México - Uruguay - Chile - Cuba |
| |

## Recorrido
La Vuelta a San Juan dispuso de siete etapas (incluyendo una día de descanso) para un recorrido total de 959,4 kilómetros.
| Etapa     | Fecha       | Recorrido                             | type                    | Distancia (km) | Ganador             | Líder            |
| --------- | ----------- | ------------------------------------- | ----------------------- | -------------- | ------------------- | ---------------- |
| 1.ª etapa | 21 de ene   | San Juan – Departamento Pocito        | etapa llana             | 148,9          | Fernando Gaviria    | Fernando Gaviria |
| 2.ª etapa | 22 de ene   | Lago Punta Negra – Lago Punta Negra   | etapa llana             | 149,9          | Román Villalobos    | Román Villalobos |
| 3.ª etapa | 23 de ene   | San Juan – San Juan                   | contrarreloj individual | 14,4           | Ryan Mullen         | Filippo Ganna    |
| 4.ª etapa | 24 de ene   | San José de Jáchal – Villa San Martín | etapa llana             | 191            | Maximiliano Richeze | Filippo Ganna    |
|           | 25 de enero | Día de descanso                       | Día de descanso         |                |                     |                  |
| 5.ª etapa | 26 de ene   | Villa San Martín – Alto Colorado      | etapa de montaña        | 169,5          | Gonzalo Najar       | Gonzalo Najar    |
| 6.ª etapa | 27 de ene   | San Juan – San Juan                   | etapa escarpada         | 152,6          | Jelle Wallays       | Gonzalo Najar    |
| 7.ª etapa | 28 de ene   | San Juan – San Juan                   | etapa llana             | 141,3          | Giacomo Nizzolo     | Gonzalo Najar    |

## Desarrollo de la carrera

### 1.ª etapa
| San Juan - Departamento Pocito | etapa llana | (148,9 km) |

| \| Clasificación de la etapa \| Clasificación de la etapa \| Clasificación de la etapa \| Clasificación de la etapa \| Clasificación de la etapa \| \| Ciclista \| Ciclista \| Equipo \| Tiempo \| \| \| ------------------------- \| ------------------------- \| -------------------------------------------- \| ------------------------- \| ------------------------- \| \| 1.º \| Fernando Gaviria \| Quick-Step Floors \| 3 h 15 min 23 s \| \| \| 2.º \| Niccolò Bonifazio \| Bahrain-Merida \| + 0 s \| \| \| 3.º \| Matteo Pelucchi \| Bora-Hansgrohe \| + 0 s \| \| \| 4.º \| Giacomo Nizzolo \| Trek-Segafredo \| + 0 s \| \| \| 5.º \| Manuel Belletti \| Androni Giocattoli-Sidermec \| + 0 s \| \| \| 6.º \| Mauro Richeze \| Asociación Civil Agrupación Virgen de Fátima \| + 0 s \| \| \| 7.º \| Héctor Lucero \| Municipalidad de Pocito \| + 0 s \| \| \| 8.º \| Aleksandr Ryabushenko \| UAE Team Emirates \| + 0 s \| \| \| 9.º \| Maximiliano Richeze \| Quick-Step Floors \| + 0 s \| \| \| 10.º \| Manuel Peñalver \| Trevigiani-Phonix-Hemus 1896 \| + 0 s \| \| |                       |                                              |                 |
| |                       |                                              |                 |
| Fuente: ProCyclingStats |                       |                                              |                 |
| Clasificación de la etapa |                       |                                              |                 |
| Ciclista | Ciclista              | Equipo                                       | Tiempo          |
| 1.º | Fernando Gaviria      | Quick-Step Floors                            | 3 h 15 min 23 s |
| 2.º | Niccolò Bonifazio     | Bahrain-Merida                               | + 0 s           |
| 3.º | Matteo Pelucchi       | Bora-Hansgrohe                               | + 0 s           |
| 4.º | Giacomo Nizzolo       | Trek-Segafredo                               | + 0 s           |
| 5.º | Manuel Belletti       | Androni Giocattoli-Sidermec                  | + 0 s           |
| 6.º | Mauro Richeze         | Asociación Civil Agrupación Virgen de Fátima | + 0 s           |
| 7.º | Héctor Lucero         | Municipalidad de Pocito                      | + 0 s           |
| 8.º | Aleksandr Ryabushenko | UAE Team Emirates                            | + 0 s           |
| 9.º | Maximiliano Richeze   | Quick-Step Floors                            | + 0 s           |
| 10.º | Manuel Peñalver       | Trevigiani-Phonix-Hemus 1896                 | + 0 s           |

| \| Clasificación general \| Clasificación general \| Clasificación general \| Clasificación general \| Clasificación general \| \| Ciclista \| Ciclista \| Equipo \| Tiempo \| \| \| --------------------- \| --------------------- \| -------------------------------------------- \| --------------------- \| --------------------- \| \| 1.º \| Fernando Gaviria \| Quick-Step Floors \| 3 h 15 min 13 s \| \| \| 2.º \| Niccolò Bonifazio \| Bahrain-Merida \| + 4 s \| \| \| 3.º \| Matteo Pelucchi \| Bora-Hansgrohe \| + 6 s \| \| \| 4.º \| Daniel Juárez \| Asociación Civil Mardan \| + 7 s \| \| \| 5.º \| Giacomo Nizzolo \| Trek-Segafredo \| + 10 s \| \| \| 6.º \| Manuel Belletti \| Androni Giocattoli-Sidermec \| + 10 s \| \| \| 7.º \| Mauro Richeze \| Asociación Civil Agrupación Virgen de Fátima \| + 10 s \| \| \| 8.º \| Héctor Lucero \| Municipalidad de Pocito \| + 10 s \| \| \| 9.º \| Aleksandr Ryabushenko \| UAE Team Emirates \| + 10 s \| \| \| 10.º \| Maximiliano Richeze \| Quick-Step Floors \| + 10 s \| \| |                       |                                              |                 |
| |                       |                                              |                 |
| Fuente: ProCyclingStats |                       |                                              |                 |
| Clasificación general |                       |                                              |                 |
| Ciclista | Ciclista              | Equipo                                       | Tiempo          |
| 1.º | Fernando Gaviria      | Quick-Step Floors                            | 3 h 15 min 13 s |
| 2.º | Niccolò Bonifazio     | Bahrain-Merida                               | + 4 s           |
| 3.º | Matteo Pelucchi       | Bora-Hansgrohe                               | + 6 s           |
| 4.º | Daniel Juárez         | Asociación Civil Mardan                      | + 7 s           |
| 5.º | Giacomo Nizzolo       | Trek-Segafredo                               | + 10 s          |
| 6.º | Manuel Belletti       | Androni Giocattoli-Sidermec                  | + 10 s          |
| 7.º | Mauro Richeze         | Asociación Civil Agrupación Virgen de Fátima | + 10 s          |
| 8.º | Héctor Lucero         | Municipalidad de Pocito                      | + 10 s          |
| 9.º | Aleksandr Ryabushenko | UAE Team Emirates                            | + 10 s          |
| 10.º | Maximiliano Richeze   | Quick-Step Floors                            | + 10 s          |

### 2.ª etapa
| Lago Punta Negra - Lago Punta Negra | etapa llana | (149,9 km) |

| \| Clasificación de la etapa \| Clasificación de la etapa \| Clasificación de la etapa \| Clasificación de la etapa \| Clasificación de la etapa \| \| Ciclista \| Ciclista \| Equipo \| Tiempo \| \| \| ------------------------- \| ------------------------- \| -------------------------------------------- \| ------------------------- \| ------------------------- \| \| 1.º \| Román Villalobos \| Canel's-Specialized \| 3 h 25 min 06 s \| \| \| 2.º \| Ricardo Escuela \| Asociación Civil Agrupación Virgen de Fátima \| + 0 s \| \| \| 3.º \| Tiesj Benoot \| Lotto-Soudal \| + 0 s \| \| \| 4.º \| Filippo Ganna \| UAE Team Emirates \| + 0 s \| \| \| 5.º \| Óscar Sevilla \| Medellín \| + 0 s \| \| \| 6.º \| Rafał Majka \| Bora-Hansgrohe \| + 0 s \| \| \| 7.º \| Gonzalo Najar \| Sindicato de Empleados Públicos de San Juan \| + 0 s \| \| \| 8.º \| Alexander Cataford \| UnitedHealthcare \| + 0 s \| \| \| 9.º \| Guillaume Boivin \| Israel Cycling Academy \| + 0 s \| \| \| 10.º \| Lluís Mas \| Caja Rural-Seguros RGA \| + 0 s \| \| |                    |                                              |                 |
| |                    |                                              |                 |
| Fuente: ProCyclingStats |                    |                                              |                 |
| Clasificación de la etapa |                    |                                              |                 |
| Ciclista | Ciclista           | Equipo                                       | Tiempo          |
| 1.º | Román Villalobos   | Canel's-Specialized                          | 3 h 25 min 06 s |
| 2.º | Ricardo Escuela    | Asociación Civil Agrupación Virgen de Fátima | + 0 s           |
| 3.º | Tiesj Benoot       | Lotto-Soudal                                 | + 0 s           |
| 4.º | Filippo Ganna      | UAE Team Emirates                            | + 0 s           |
| 5.º | Óscar Sevilla      | Medellín                                     | + 0 s           |
| 6.º | Rafał Majka        | Bora-Hansgrohe                               | + 0 s           |
| 7.º | Gonzalo Najar      | Sindicato de Empleados Públicos de San Juan  | + 0 s           |
| 8.º | Alexander Cataford | UnitedHealthcare                             | + 0 s           |
| 9.º | Guillaume Boivin   | Israel Cycling Academy                       | + 0 s           |
| 10.º | Lluís Mas          | Caja Rural-Seguros RGA                       | + 0 s           |

| \| Clasificación general \| Clasificación general \| Clasificación general \| Clasificación general \| Clasificación general \| \| Ciclista \| Ciclista \| Equipo \| Tiempo \| \| \| --------------------- \| --------------------- \| -------------------------------------------- \| --------------------- \| --------------------- \| \| 1.º \| Román Villalobos \| Canel's-Specialized \| 6 h 40 min 19 s \| \| \| 2.º \| Ricardo Escuela \| Asociación Civil Agrupación Virgen de Fátima \| + 4 s \| \| \| 3.º \| Tiesj Benoot \| Lotto-Soudal \| + 6 s \| \| \| 4.º \| Fernando Gaviria \| Quick-Step Floors \| + 8 s \| \| \| 5.º \| Manuel Belletti \| Androni Giocattoli-Sidermec \| + 10 s \| \| \| 6.º \| Filippo Ganna \| UAE Team Emirates \| + 10 s \| \| \| 7.º \| Miguel Ángel Rubiano \| Coldeportes-Zenú \| + 10 s \| \| \| 8.º \| Lluís Mas \| Caja Rural-Seguros RGA \| + 10 s \| \| \| 9.º \| Óscar Sevilla \| Medellín \| + 10 s \| \| \| 10.º \| Jens Keukeleire \| Lotto-Soudal \| + 10 s \| \| |                      |                                              |                 |
| |                      |                                              |                 |
| Fuente: ProCyclingStats |                      |                                              |                 |
| Clasificación general |                      |                                              |                 |
| Ciclista | Ciclista             | Equipo                                       | Tiempo          |
| 1.º | Román Villalobos     | Canel's-Specialized                          | 6 h 40 min 19 s |
| 2.º | Ricardo Escuela      | Asociación Civil Agrupación Virgen de Fátima | + 4 s           |
| 3.º | Tiesj Benoot         | Lotto-Soudal                                 | + 6 s           |
| 4.º | Fernando Gaviria     | Quick-Step Floors                            | + 8 s           |
| 5.º | Manuel Belletti      | Androni Giocattoli-Sidermec                  | + 10 s          |
| 6.º | Filippo Ganna        | UAE Team Emirates                            | + 10 s          |
| 7.º | Miguel Ángel Rubiano | Coldeportes-Zenú                             | + 10 s          |
| 8.º | Lluís Mas            | Caja Rural-Seguros RGA                       | + 10 s          |
| 9.º | Óscar Sevilla        | Medellín                                     | + 10 s          |
| 10.º | Jens Keukeleire      | Lotto-Soudal                                 | + 10 s          |

### Etapa 3.ª etapa
| San Juan - San Juan | contrarreloj individual | (14,4 km) |

| \| Clasificación de la etapa \| Clasificación de la etapa \| Clasificación de la etapa \| Clasificación de la etapa \| Clasificación de la etapa \| \| Ciclista \| Ciclista \| Equipo \| Tiempo \| \| \| ------------------------- \| ------------------------- \| ------------------------- \| ------------------------- \| ------------------------- \| \| 1.º \| Ryan Mullen \| Trek-Segafredo \| 17 min 43 s \| \| \| 2.º \| Filippo Ganna \| UAE Team Emirates \| + 25 s \| \| \| 3.º \| Rafał Majka \| Bora-Hansgrohe \| + 30 s \| \| \| 4.º \| Gregory Daniel \| Trek-Segafredo \| + 30 s \| \| \| 5.º \| Óscar Sevilla \| Medellín \| + 36 s \| \| \| 6.º \| Winner Anacona \| Movistar Team \| + 38 s \| \| \| 7.º \| Omar Mendoza \| Medellín \| + 44 s \| \| \| 8.º \| Rémi Cavagna \| Quick-Step Floors \| + 44 s \| \| \| 9.º \| Eduardo Sepúlveda \| Movistar Team \| + 50 s \| \| \| 10.º \| Jhonatan Narváez \| Quick-Step Floors \| + 52 s \| \| |                   |                   |             |
| |                   |                   |             |
| Fuente: ProCyclingStats |                   |                   |             |
| Clasificación de la etapa |                   |                   |             |
| Ciclista | Ciclista          | Equipo            | Tiempo      |
| 1.º | Ryan Mullen       | Trek-Segafredo    | 17 min 43 s |
| 2.º | Filippo Ganna     | UAE Team Emirates | + 25 s      |
| 3.º | Rafał Majka       | Bora-Hansgrohe    | + 30 s      |
| 4.º | Gregory Daniel    | Trek-Segafredo    | + 30 s      |
| 5.º | Óscar Sevilla     | Medellín          | + 36 s      |
| 6.º | Winner Anacona    | Movistar Team     | + 38 s      |
| 7.º | Omar Mendoza      | Medellín          | + 44 s      |
| 8.º | Rémi Cavagna      | Quick-Step Floors | + 44 s      |
| 9.º | Eduardo Sepúlveda | Movistar Team     | + 50 s      |
| 10.º | Jhonatan Narváez  | Quick-Step Floors | + 52 s      |

| \| Clasificación general \| Clasificación general \| Clasificación general \| Clasificación general \| Clasificación general \| \| Ciclista \| Ciclista \| Equipo \| Tiempo \| \| \| --------------------- \| --------------------- \| -------------------------------------------- \| --------------------- \| --------------------- \| \| 1.º \| Filippo Ganna \| UAE Team Emirates \| 6 h 58 min 37 s \| \| \| 2.º \| Rafał Majka \| Bora-Hansgrohe \| + 5 s \| \| \| 3.º \| Óscar Sevilla \| Medellín \| + 11 s \| \| \| 4.º \| Omar Mendoza \| Medellín \| + 19 s \| \| \| 5.º \| Eduardo Sepúlveda \| Movistar Team \| + 25 s \| \| \| 6.º \| Ricardo Escuela \| Asociación Civil Agrupación Virgen de Fátima \| + 27 s \| \| \| 7.º \| Winner Anacona \| Movistar Team \| + 35 s \| \| \| 8.º \| Jhonatan Narváez \| Quick-Step Floors \| + 43 s \| \| \| 9.º \| Kanstantsín Siutsou \| Bahrain-Merida \| + 43 s \| \| \| 10.º \| Mattia Cattaneo \| Androni Giocattoli-Sidermec \| + 45 s \| \| |                     |                                              |                 |
| |                     |                                              |                 |
| Fuente: ProCyclingStats |                     |                                              |                 |
| Clasificación general |                     |                                              |                 |
| Ciclista | Ciclista            | Equipo                                       | Tiempo          |
| 1.º | Filippo Ganna       | UAE Team Emirates                            | 6 h 58 min 37 s |
| 2.º | Rafał Majka         | Bora-Hansgrohe                               | + 5 s           |
| 3.º | Óscar Sevilla       | Medellín                                     | + 11 s          |
| 4.º | Omar Mendoza        | Medellín                                     | + 19 s          |
| 5.º | Eduardo Sepúlveda   | Movistar Team                                | + 25 s          |
| 6.º | Ricardo Escuela     | Asociación Civil Agrupación Virgen de Fátima | + 27 s          |
| 7.º | Winner Anacona      | Movistar Team                                | + 35 s          |
| 8.º | Jhonatan Narváez    | Quick-Step Floors                            | + 43 s          |
| 9.º | Kanstantsín Siutsou | Bahrain-Merida                               | + 43 s          |
| 10.º | Mattia Cattaneo     | Androni Giocattoli-Sidermec                  | + 45 s          |

### 4.ª etapa
| San José de Jáchal - Villa San Martín | etapa llana | (191 km) |

| \| Clasificación de la etapa \| Clasificación de la etapa \| Clasificación de la etapa \| Clasificación de la etapa \| Clasificación de la etapa \| \| Ciclista \| Ciclista \| Equipo \| Tiempo \| \| \| ------------------------- \| ------------------------- \| -------------------------------------------- \| ------------------------- \| ------------------------- \| \| 1.º \| Maximiliano Richeze \| Quick-Step Floors \| 4 h 31 min 48 s \| \| \| 2.º \| Giacomo Nizzolo \| Trek-Segafredo \| + 0 s \| \| \| 3.º \| Matteo Pelucchi \| Bora-Hansgrohe \| + 0 s \| \| \| 4.º \| Mihkel Räim \| Israel Cycling Academy \| + 0 s \| \| \| 5.º \| Niccolò Bonifazio \| Bahrain-Merida \| + 0 s \| \| \| 6.º \| Edwin Ávila \| Israel Cycling Academy \| + 0 s \| \| \| 7.º \| Jens Keukeleire \| Lotto-Soudal \| + 0 s \| \| \| 8.º \| Mauro Richeze \| Asociación Civil Agrupación Virgen de Fátima \| + 0 s \| \| \| 9.º \| Álvaro Hodeg \| Quick-Step Floors \| + 0 s \| \| \| 10.º \| Travis McCabe \| UnitedHealthcare \| + 0 s \| \| |                     |                                              |                 |
| |                     |                                              |                 |
| Fuente: ProCyclingStats |                     |                                              |                 |
| Clasificación de la etapa |                     |                                              |                 |
| Ciclista | Ciclista            | Equipo                                       | Tiempo          |
| 1.º | Maximiliano Richeze | Quick-Step Floors                            | 4 h 31 min 48 s |
| 2.º | Giacomo Nizzolo     | Trek-Segafredo                               | + 0 s           |
| 3.º | Matteo Pelucchi     | Bora-Hansgrohe                               | + 0 s           |
| 4.º | Mihkel Räim         | Israel Cycling Academy                       | + 0 s           |
| 5.º | Niccolò Bonifazio   | Bahrain-Merida                               | + 0 s           |
| 6.º | Edwin Ávila         | Israel Cycling Academy                       | + 0 s           |
| 7.º | Jens Keukeleire     | Lotto-Soudal                                 | + 0 s           |
| 8.º | Mauro Richeze       | Asociación Civil Agrupación Virgen de Fátima | + 0 s           |
| 9.º | Álvaro Hodeg        | Quick-Step Floors                            | + 0 s           |
| 10.º | Travis McCabe       | UnitedHealthcare                             | + 0 s           |

| \| Clasificación general \| Clasificación general \| Clasificación general \| Clasificación general \| Clasificación general \| \| Ciclista \| Ciclista \| Equipo \| Tiempo \| \| \| --------------------- \| --------------------- \| --------------------------- \| --------------------- \| --------------------- \| \| 1.º \| Filippo Ganna \| UAE Team Emirates \| 11 h 30 min 25 s \| \| \| 2.º \| Rafał Majka \| Bora-Hansgrohe \| + 5 s \| \| \| 3.º \| Óscar Sevilla \| Medellín \| + 11 s \| \| \| 4.º \| Omar Mendoza \| Medellín \| + 19 s \| \| \| 5.º \| Jhonatan Narváez \| Quick-Step Floors \| + 43 s \| \| \| 6.º \| Kanstantsín Siutsou \| Bahrain-Merida \| + 43 s \| \| \| 7.º \| Mattia Cattaneo \| Androni Giocattoli-Sidermec \| + 45 s \| \| \| 8.º \| Tiesj Benoot \| Lotto-Soudal \| + 50 s \| \| \| 9.º \| Rémi Cavagna \| Quick-Step Floors \| + 50 s \| \| \| 10.º \| Rodolfo Torres \| Androni Giocattoli-Sidermec \| + 52 s \| \| |                     |                             |                  |
| |                     |                             |                  |
| Fuente: ProCyclingStats |                     |                             |                  |
| Clasificación general |                     |                             |                  |
| Ciclista | Ciclista            | Equipo                      | Tiempo           |
| 1.º | Filippo Ganna       | UAE Team Emirates           | 11 h 30 min 25 s |
| 2.º | Rafał Majka         | Bora-Hansgrohe              | + 5 s            |
| 3.º | Óscar Sevilla       | Medellín                    | + 11 s           |
| 4.º | Omar Mendoza        | Medellín                    | + 19 s           |
| 5.º | Jhonatan Narváez    | Quick-Step Floors           | + 43 s           |
| 6.º | Kanstantsín Siutsou | Bahrain-Merida              | + 43 s           |
| 7.º | Mattia Cattaneo     | Androni Giocattoli-Sidermec | + 45 s           |
| 8.º | Tiesj Benoot        | Lotto-Soudal                | + 50 s           |
| 9.º | Rémi Cavagna        | Quick-Step Floors           | + 50 s           |
| 10.º | Rodolfo Torres      | Androni Giocattoli-Sidermec | + 52 s           |

### 5.ª etapa
| Villa San Martín - Alto Colorado | etapa de montaña | (169,5 km) |

| \| Clasificación de la etapa \| Clasificación de la etapa \| Clasificación de la etapa \| Clasificación de la etapa \| Clasificación de la etapa \| \| Ciclista \| Ciclista \| Equipo \| Tiempo \| \| \| ------------------------- \| ------------------------- \| ------------------------------------------- \| ------------------------- \| ------------------------- \| \| 1.º \| Gonzalo Najar \| Sindicato de Empleados Públicos de San Juan \| 4 h 16 min 26 s \| \| \| 2.º \| Óscar Sevilla \| Medellín \| + 1 min 58 s \| \| \| 3.º \| Rodolfo Torres \| Androni Giocattoli-Sidermec \| + 2 min 05 s \| \| \| 4.º \| Román Villalobos \| Canel's-Specialized \| + 2 min 15 s \| \| \| 5.º \| Tiesj Benoot \| Lotto-Soudal \| + 2 min 23 s \| \| \| 6.º \| Eduardo Sepúlveda \| Movistar Team \| + 2 min 23 s \| \| \| 7.º \| Filippo Ganna \| UAE Team Emirates \| + 2 min 23 s \| \| \| 8.º \| Cristian Camilo Muñoz \| Coldeportes-Zenú \| + 2 min 52 s \| \| \| 9.º \| Dayer Quintana \| Movistar Team \| + 2 min 57 s \| \| \| 10.º \| Darwin Atapuma \| UAE Team Emirates \| + 2 min 57 s \| \| |                       |                                             |                 |
| |                       |                                             |                 |
| Fuente: ProCyclingStats |                       |                                             |                 |
| Clasificación de la etapa |                       |                                             |                 |
| Ciclista | Ciclista              | Equipo                                      | Tiempo          |
| 1.º | Gonzalo Najar         | Sindicato de Empleados Públicos de San Juan | 4 h 16 min 26 s |
| 2.º | Óscar Sevilla         | Medellín                                    | + 1 min 58 s    |
| 3.º | Rodolfo Torres        | Androni Giocattoli-Sidermec                 | + 2 min 05 s    |
| 4.º | Román Villalobos      | Canel's-Specialized                         | + 2 min 15 s    |
| 5.º | Tiesj Benoot          | Lotto-Soudal                                | + 2 min 23 s    |
| 6.º | Eduardo Sepúlveda     | Movistar Team                               | + 2 min 23 s    |
| 7.º | Filippo Ganna         | UAE Team Emirates                           | + 2 min 23 s    |
| 8.º | Cristian Camilo Muñoz | Coldeportes-Zenú                            | + 2 min 52 s    |
| 9.º | Dayer Quintana        | Movistar Team                               | + 2 min 57 s    |
| 10.º | Darwin Atapuma        | UAE Team Emirates                           | + 2 min 57 s    |

| \| Clasificación general \| Clasificación general \| Clasificación general \| Clasificación general \| Clasificación general \| \| Ciclista \| Ciclista \| Equipo \| Tiempo \| \| \| --------------------- \| --------------------- \| ------------------------------------------- \| --------------------- \| --------------------- \| \| 1.º \| Gonzalo Najar \| Sindicato de Empleados Públicos de San Juan \| 15 h 47 min 52 s \| \| \| 2.º \| Óscar Sevilla \| Medellín \| + 1 min 02 s \| \| \| 3.º \| Filippo Ganna \| UAE Team Emirates \| + 1 min 22 s \| \| \| 4.º \| Rodolfo Torres \| Androni Giocattoli-Sidermec \| + 1 min 52 s \| \| \| 5.º \| Rafał Majka \| Bora-Hansgrohe \| + 2 min 11 s \| \| \| 6.º \| Tiesj Benoot \| Lotto-Soudal \| + 2 min 12 s \| \| \| 7.º \| Omar Mendoza \| Medellín \| + 2 min 22 s \| \| \| 8.º \| Dayer Quintana \| Movistar Team \| + 3 min 09 s \| \| \| 9.º \| Kanstantsín Siutsou \| Bahrain-Merida \| + 3 min 30 s \| \| \| 10.º \| Rémi Cavagna \| Quick-Step Floors \| + 3 min 37 s \| \| |                     |                                             |                  |
| |                     |                                             |                  |
| Fuente: ProCyclingStats |                     |                                             |                  |
| Clasificación general |                     |                                             |                  |
| Ciclista | Ciclista            | Equipo                                      | Tiempo           |
| 1.º | Gonzalo Najar       | Sindicato de Empleados Públicos de San Juan | 15 h 47 min 52 s |
| 2.º | Óscar Sevilla       | Medellín                                    | + 1 min 02 s     |
| 3.º | Filippo Ganna       | UAE Team Emirates                           | + 1 min 22 s     |
| 4.º | Rodolfo Torres      | Androni Giocattoli-Sidermec                 | + 1 min 52 s     |
| 5.º | Rafał Majka         | Bora-Hansgrohe                              | + 2 min 11 s     |
| 6.º | Tiesj Benoot        | Lotto-Soudal                                | + 2 min 12 s     |
| 7.º | Omar Mendoza        | Medellín                                    | + 2 min 22 s     |
| 8.º | Dayer Quintana      | Movistar Team                               | + 3 min 09 s     |
| 9.º | Kanstantsín Siutsou | Bahrain-Merida                              | + 3 min 30 s     |
| 10.º | Rémi Cavagna        | Quick-Step Floors                           | + 3 min 37 s     |

### 6.ª etapa
| San Juan - San Juan | etapa escarpada | (152,6 km) |

| \| Clasificación de la etapa \| Clasificación de la etapa \| Clasificación de la etapa \| Clasificación de la etapa \| Clasificación de la etapa \| \| Ciclista \| Ciclista \| Equipo \| Tiempo \| \| \| ------------------------- \| ------------------------- \| --------------------------- \| ------------------------- \| ------------------------- \| \| 1.º \| Jelle Wallays \| Lotto-Soudal \| 3 h 15 min 28 s \| \| \| 2.º \| Róbigzon Oyola \| Medellín \| + 2 s \| \| \| 3.º \| Travis McCabe \| UnitedHealthcare \| + 2 s \| \| \| 4.º \| Iljo Keisse \| Quick-Step Floors \| + 2 s \| \| \| 5.º \| Eduardo Sepúlveda \| Movistar Team \| + 2 s \| \| \| 6.º \| Miguel Ángel Rubiano \| Coldeportes-Zenú \| + 2 s \| \| \| 7.º \| Gerardo Tivani \| Municipalidad de Pocito \| + 2 s \| \| \| 8.º \| Eugenio Alafaci \| Trek-Segafredo \| + 2 s \| \| \| 9.º \| Fausto Masnada \| Androni Giocattoli-Sidermec \| + 2 s \| \| \| 10.º \| Mattia Bais \| Italia \| + 8 s \| \| |                      |                             |                 |
| |                      |                             |                 |
| Fuente: ProCyclingStats |                      |                             |                 |
| Clasificación de la etapa |                      |                             |                 |
| Ciclista | Ciclista             | Equipo                      | Tiempo          |
| 1.º | Jelle Wallays        | Lotto-Soudal                | 3 h 15 min 28 s |
| 2.º | Róbigzon Oyola       | Medellín                    | + 2 s           |
| 3.º | Travis McCabe        | UnitedHealthcare            | + 2 s           |
| 4.º | Iljo Keisse          | Quick-Step Floors           | + 2 s           |
| 5.º | Eduardo Sepúlveda    | Movistar Team               | + 2 s           |
| 6.º | Miguel Ángel Rubiano | Coldeportes-Zenú            | + 2 s           |
| 7.º | Gerardo Tivani       | Municipalidad de Pocito     | + 2 s           |
| 8.º | Eugenio Alafaci      | Trek-Segafredo              | + 2 s           |
| 9.º | Fausto Masnada       | Androni Giocattoli-Sidermec | + 2 s           |
| 10.º | Mattia Bais          | Italia                      | + 8 s           |

| \| Clasificación general \| Clasificación general \| Clasificación general \| Clasificación general \| Clasificación general \| \| Ciclista \| Ciclista \| Equipo \| Tiempo \| \| \| --------------------- \| --------------------- \| ------------------------------------------- \| --------------------- \| --------------------- \| \| 1.º \| Gonzalo Najar \| Sindicato de Empleados Públicos de San Juan \| 19 h 03 min 43 s \| \| \| 2.º \| Óscar Sevilla \| Medellín \| + 51 s \| \| \| 3.º \| Filippo Ganna \| UAE Team Emirates \| + 1 min 11 s \| \| \| 4.º \| Rodolfo Torres \| Androni Giocattoli-Sidermec \| + 1 min 41 s \| \| \| 5.º \| Rafał Majka \| Bora-Hansgrohe \| + 2 min 00 s \| \| \| 6.º \| Tiesj Benoot \| Lotto-Soudal \| + 2 min 01 s \| \| \| 7.º \| Omar Mendoza \| Medellín \| + 2 min 11 s \| \| \| 8.º \| Dayer Quintana \| Movistar Team \| + 2 min 58 s \| \| \| 9.º \| Kanstantsín Siutsou \| Bahrain-Merida \| + 3 min 19 s \| \| \| 10.º \| Rémi Cavagna \| Quick-Step Floors \| + 3 min 26 s \| \| |                     |                                             |                  |
| |                     |                                             |                  |
| Fuente: ProCyclingStats |                     |                                             |                  |
| Clasificación general |                     |                                             |                  |
| Ciclista | Ciclista            | Equipo                                      | Tiempo           |
| 1.º | Gonzalo Najar       | Sindicato de Empleados Públicos de San Juan | 19 h 03 min 43 s |
| 2.º | Óscar Sevilla       | Medellín                                    | + 51 s           |
| 3.º | Filippo Ganna       | UAE Team Emirates                           | + 1 min 11 s     |
| 4.º | Rodolfo Torres      | Androni Giocattoli-Sidermec                 | + 1 min 41 s     |
| 5.º | Rafał Majka         | Bora-Hansgrohe                              | + 2 min 00 s     |
| 6.º | Tiesj Benoot        | Lotto-Soudal                                | + 2 min 01 s     |
| 7.º | Omar Mendoza        | Medellín                                    | + 2 min 11 s     |
| 8.º | Dayer Quintana      | Movistar Team                               | + 2 min 58 s     |
| 9.º | Kanstantsín Siutsou | Bahrain-Merida                              | + 3 min 19 s     |
| 10.º | Rémi Cavagna        | Quick-Step Floors                           | + 3 min 26 s     |

### 7.ª etapa
| San Juan - San Juan | etapa llana | (141,3 km) |

| \| Clasificación de la etapa \| Clasificación de la etapa \| Clasificación de la etapa \| Clasificación de la etapa \| Clasificación de la etapa \| \| Ciclista \| Ciclista \| Equipo \| Tiempo \| \| \| ------------------------- \| ------------------------- \| ---------------------------- \| ------------------------- \| ------------------------- \| \| 1.º \| Giacomo Nizzolo \| Trek-Segafredo \| 2 h 55 min 23 s \| \| \| 2.º \| Maximiliano Richeze \| Quick-Step Floors \| + 0 s \| \| \| 3.º \| Álvaro Hodeg \| Quick-Step Floors \| + 0 s \| \| \| 4.º \| Pascal Ackermann \| Bora-Hansgrohe \| + 0 s \| \| \| 5.º \| Niccolò Bonifazio \| Bahrain-Merida \| + 0 s \| \| \| 6.º \| Manuel Peñalver \| Trevigiani-Phonix-Hemus 1896 \| + 0 s \| \| \| 7.º \| Federico Burchio \| Italia \| + 0 s \| \| \| 8.º \| Jens Keukeleire \| Lotto-Soudal \| + 0 s \| \| \| 9.º \| Guillaume Boivin \| Israel Cycling Academy \| + 0 s \| \| \| 10.º \| Carlos Eduardo Alzate \| UnitedHealthcare \| + 0 s \| \| |                       |                              |                 |
| |                       |                              |                 |
| Fuente: ProCyclingStats |                       |                              |                 |
| Clasificación de la etapa |                       |                              |                 |
| Ciclista | Ciclista              | Equipo                       | Tiempo          |
| 1.º | Giacomo Nizzolo       | Trek-Segafredo               | 2 h 55 min 23 s |
| 2.º | Maximiliano Richeze   | Quick-Step Floors            | + 0 s           |
| 3.º | Álvaro Hodeg          | Quick-Step Floors            | + 0 s           |
| 4.º | Pascal Ackermann      | Bora-Hansgrohe               | + 0 s           |
| 5.º | Niccolò Bonifazio     | Bahrain-Merida               | + 0 s           |
| 6.º | Manuel Peñalver       | Trevigiani-Phonix-Hemus 1896 | + 0 s           |
| 7.º | Federico Burchio      | Italia                       | + 0 s           |
| 8.º | Jens Keukeleire       | Lotto-Soudal                 | + 0 s           |
| 9.º | Guillaume Boivin      | Israel Cycling Academy       | + 0 s           |
| 10.º | Carlos Eduardo Alzate | UnitedHealthcare             | + 0 s           |

## Clasificaciones finales
- Las clasificaciones finalizaron de la siguiente forma:[6]

### Clasificación general
| \| Clasificación general \| Clasificación general \| Clasificación general \| Clasificación general \| Clasificación general \| \| Ciclista \| Ciclista \| Equipo \| Tiempo \| \| \| --------------------- \| --------------------- \| --------------------------- \| --------------------- \| --------------------- \| \| 1.º \| Óscar Sevilla \| Medellín \| 21 h 41 min 35 s \| \| \| 2.º \| Filippo Ganna \| UAE Team Emirates \| + 20 s \| \| \| 3.º \| Rodolfo Torres \| Androni Giocattoli-Sidermec \| + 50 s \| \| \| 4.º \| Rafał Majka \| Bora-Hansgrohe \| + 1 min 07 s \| \| \| 5.º \| Tiesj Benoot \| Lotto-Soudal \| + 1 min 08 s \| \| \| 6.º \| Omar Mendoza \| Medellín \| + 1 min 17 s \| \| \| 7.º \| Dayer Quintana \| Movistar Team \| + 2 min 07 s \| \| \| 8.º \| Kanstantsín Siutsou \| Bahrain-Merida \| + 2 min 28 s \| \| \| 9.º \| Rémi Cavagna \| Quick-Step Floors \| + 2 min 35 s \| \| \| 10.º \| Jarlinson Pantano \| Trek-Segafredo \| + 2 min 41 s \| \| \| 11.º \| Fausto Masnada \| Androni Giocattoli-Sidermec \| + 3 min 44 s \| \| \| 12.º \| Anderson Maldonado \| Uruguay \| + 3 min 47 s \| \| \| 13.º \| Mattia Cattaneo \| Androni Giocattoli-Sidermec \| + 4 min 36 s \| \| \| 14.º \| Lluís Mas \| Caja Rural-Seguros RGA \| + 4 min 42 s \| \| \| 15.º \| Jhonatan Narváez \| Quick-Step Floors \| + 5 min 07 s \| \| |                     |                             |                  |
| |                     |                             |                  |
| Fuente: ProCyclingStats |                     |                             |                  |
| Clasificación general |                     |                             |                  |
| Ciclista | Ciclista            | Equipo                      | Tiempo           |
| 1.º | Óscar Sevilla       | Medellín                    | 21 h 41 min 35 s |
| 2.º | Filippo Ganna       | UAE Team Emirates           | + 20 s           |
| 3.º | Rodolfo Torres      | Androni Giocattoli-Sidermec | + 50 s           |
| 4.º | Rafał Majka         | Bora-Hansgrohe              | + 1 min 07 s     |
| 5.º | Tiesj Benoot        | Lotto-Soudal                | + 1 min 08 s     |
| 6.º | Omar Mendoza        | Medellín                    | + 1 min 17 s     |
| 7.º | Dayer Quintana      | Movistar Team               | + 2 min 07 s     |
| 8.º | Kanstantsín Siutsou | Bahrain-Merida              | + 2 min 28 s     |
| 9.º | Rémi Cavagna        | Quick-Step Floors           | + 2 min 35 s     |
| 10.º | Jarlinson Pantano   | Trek-Segafredo              | + 2 min 41 s     |
| 11.º | Fausto Masnada      | Androni Giocattoli-Sidermec | + 3 min 44 s     |
| 12.º | Anderson Maldonado  | Uruguay                     | + 3 min 47 s     |
| 13.º | Mattia Cattaneo     | Androni Giocattoli-Sidermec | + 4 min 36 s     |
| 14.º | Lluís Mas           | Caja Rural-Seguros RGA      | + 4 min 42 s     |
| 15.º | Jhonatan Narváez    | Quick-Step Floors           | + 5 min 07 s     |

### Clasificación de la montaña
| Clasificación de la montaña | Clasificación de la montaña | Clasificación de la montaña                 | Clasificación de la montaña | Clasificación de la montaña |
| Ciclista                    | Ciclista                    | Equipo                                      | Puntos                      |                             |
| --------------------------- | --------------------------- | ------------------------------------------- | --------------------------- | --------------------------- |
| 1.º                         | Daniel Juárez               | Asociación Civil Mardan                     | 29 pts                      |                             |
| 2.º                         | Alex Cano                   | Coldeportes-Zenú                            | 28 pts                      |                             |
| 3.º                         | Pablo Alarcón               | Canel's-Specialized                         | 22 pts                      |                             |
| 4.º                         | Gerardo Tivani              | Municipalidad de Pocito                     | 16 pts                      |                             |
| 5.º                         | Daniel Eaton                | UnitedHealthcare                            | 10 pts                      |                             |
| 6.º                         | Ignacio de Jesús Prado      | Sindicato de Empleados Públicos de San Juan | 9 pts                       |                             |
| 7.º                         | Óscar Sevilla               | Medellín                                    | 8 pts                       |                             |
| 8.º                         | Rodolfo Torres              | Androni Giocattoli-Sidermec                 | 6 pts                       |                             |
| 9.º                         | Matías Presa                | Uruguay                                     | 6 pts                       |                             |
| 10.º                        | Román Villalobos            | Canel's-Specialized                         | 4 pts                       |                             |

### Clasificación de las metas volantes
| Clasificación de las metas volantes | Clasificación de las metas volantes | Clasificación de las metas volantes          | Clasificación de las metas volantes | Clasificación de las metas volantes |
| Ciclista                            | Ciclista                            | Equipo                                       | Puntos                              |                                     |
| ----------------------------------- | ----------------------------------- | -------------------------------------------- | ----------------------------------- | ----------------------------------- |
| 1.º                                 | Adrián Richeze                      | Asociación Civil Agrupación Virgen de Fátima | 17 pts                              |                                     |
| 2.º                                 | Daniel Juárez                       | Asociación Civil Mardan                      | 8 pts                               |                                     |
| 3.º                                 | Gerardo Tivani                      | Municipalidad de Pocito                      | 8 pts                               |                                     |
| 4.º                                 | Carlos Eduardo Alzate               | UnitedHealthcare                             | 7 pts                               |                                     |
| 5.º                                 | Michael Kolář                       | Bora-Hansgrohe                               | 5 pts                               |                                     |
| 6.º                                 | Mauro Richeze                       | Asociación Civil Agrupación Virgen de Fátima | 4 pts                               |                                     |
| 7.º                                 | Omar Mendoza                        | Medellín                                     | 3 pts                               |                                     |
| 8.º                                 | Pablo Alarcón                       | Canel's-Specialized                          | 3 pts                               |                                     |
| 9.º                                 | Matías Presa                        | Uruguay                                      | 3 pts                               |                                     |
| 10.º                                | Rafał Majka                         | Bora-Hansgrohe                               | 2 pts                               |                                     |

### Clasificación de los jóvenes
| Clasificación del mejor joven | Clasificación del mejor joven | Clasificación del mejor joven | Clasificación del mejor joven | Clasificación del mejor joven |
| Ciclista                      | Ciclista                      | Equipo                        | Tiempo                        |                               |
| ----------------------------- | ----------------------------- | ----------------------------- | ----------------------------- | ----------------------------- |
| 1.º                           | Filippo Ganna                 | UAE Team Emirates             | 22 h 00 min 17 s              |                               |
| 2.º                           | Jhonatan Narváez              | Quick-Step Floors             | + 3 min 56 s                  |                               |
| 3.º                           | Miguel Flórez López           | Wilier Triestina-Selle Italia | + 9 min 47 s                  |                               |
| 4.º                           | Cristian Camilo Muñoz         | Coldeportes-Zenú              | + 10 min 36 s                 |                               |
| 5.º                           | Javier Ignacio Montoya        | Trevigiani-Phonix-Hemus 1896  | + 13 min 43 s                 |                               |
| 6.º                           | Atílio Fetter                 | Brasil                        | + 16 min 49 s                 |                               |
| 7.º                           | Filippo Rocchetti             | Italia                        | + 21 min 04 s                 |                               |
| 8.º                           | Abderrahim Zahiri             | Trevigiani-Phonix-Hemus 1896  | + 21 min 19 s                 |                               |
| 9.º                           | Attilio Viviani               | Italia                        | + 22 min 06 s                 |                               |
| 10.º                          | Mattia Bais                   | Italia                        | + 22 min 49 s                 |                               |

### Clasificación por equipos
| Clasificación por equipos | Clasificación por equipos                   | Clasificación por equipos | Clasificación por equipos |
| Equipo                    | Equipo                                      | Tiempo                    |                           |
| ------------------------- | ------------------------------------------- | ------------------------- | ------------------------- |
| 1.º                       | Medellín-Éxito                              | 66 h 03 min 58 s          |                           |
| 2.º                       | Androni Giocattoli-Sidermec                 | + 2 min 23 s              |                           |
| 3.º                       | Bora-Hansgrohe                              | + 12 min 48 s             |                           |
| 4.º                       | Movistar Team                               | + 16 min 43 s             |                           |
| 5.º                       | Quick-Step Floors                           | + 17 min 22 s             |                           |
| 6.º                       | Sindicato de Empleados Públicos de San Juan | + 17 min 41 s             |                           |
| 7.º                       | Lotto Soudal                                | + 18 min 44 s             |                           |
| 8.º                       | Trek-Segafredo                              | + 19 min 25 s             |                           |
| 9.º                       | UAE Team Emirates                           | + 20 min 36 s             |                           |
| 10.º                      | Coldeportes Zenú                            | + 23 min 04 s             |                           |

## Evolución de las clasificaciones
| Etapa                   | Vencedor                | Clasificación general | Clasificación de la montaña | Clasificación de las metas volantes | Clasificación de los jóvenes |
| ----------------------- | ----------------------- | --------------------- | --------------------------- | ----------------------------------- | ---------------------------- |
| 1.ª                     | Fernando Gaviria        | Fernando Gaviria      | Pablo Anchieri              | Adrián Richeze                      | Manuel Peñalver              |
| 2.ª                     | Román Villalobos        | Román Villalobos      | Ignacio Prado               | Adrián Richeze                      | Filippo Ganna                |
| 3.ª                     | Ryan Mullen             | Filippo Ganna         | Ignacio Prado               | Adrián Richeze                      | Filippo Ganna                |
| 4.ª                     | Maximiliano Richeze     | Filippo Ganna         | Pablo Alarcón               | Adrián Richeze                      | Filippo Ganna                |
| 5.ª                     | Gonzalo Najar           | Gonzalo Najar         | Daniel Juárez               | Adrián Richeze                      | Filippo Ganna                |
| 6.ª                     | Jelle Wallays           | Gonzalo Najar         | Daniel Juárez               | Adrián Richeze                      | Filippo Ganna                |
| 7.ª                     | Giacomo Nizzolo         | Gonzalo Najar         | Daniel Juárez               | Adrián Richeze                      | Filippo Ganna                |
| Clasificaciones finales | Clasificaciones finales | Gonzalo Najar         | Daniel Juárez               | Adrián Richeze                      | Filippo Ganna                |

## UCI World Ranking
La Vuelta a San Juan otorga puntos para el UCI America Tour 2018 y el UCI World Ranking, este último para corredores de los equipos en las categorías UCI WorldTeam, Profesional Continental y Equipos Continentales. Las siguientes tablas son el baremo de puntuación y los corredores que obtuvieron puntos:
| Posición              | 1.º | 2.º | 3.º | 4.º | 5.º | 6.º | 7.º | 8.º | 9.º | 10.º | 11.º | 12.º | 13.º-15.º | 16.º-25.º |
| Clasificación general | 125 | 85  | 70  | 60  | 50  | 40  | 35  | 30  | 25  | 20   | 15   | 10   | 5         | 3         |
| Por etapa             | 14  | 5   | 3   |     |     |     |     |     |     |      |      |      |           |           |
| Líder                 | 3   |     |     |     |     |     |     |     |     |      |      |      |           |           |

| Clasificación | Clasificación       | Clasificación                               | Clasificación | Clasificación | Clasificación | Clasificación |
| Posición      | Ciclista            | Equipo                                      | General       | Etapa         | Líder         | Total         |
| ------------- | ------------------- | ------------------------------------------- | ------------- | ------------- | ------------- | ------------- |
| 1.º           | Gonzalo Najar       | Sindicato de Empleados Públicos de San Juan | 125           | 14            | 6             | 145           |
| 2.º           | Óscar Sevilla       | Medellín                                    | 85            | 5             | -             | 90            |
| 3.º           | Filippo Ganna       | UAE Emirates                                | 70            | 5             | 6             | 81            |
| 4.º           | Rodolfo Torres      | Androni Giocattoli-Sidermec                 | 60            | 3             | -             | 63            |
| 5.º           | Rafał Majka         | Bora-Hansgrohe                              | 50            | 3             | -             | 53            |
| 6.º           | Tiesj Benoot        | Lotto Soudal                                | 40            | 3             | -             | 43            |
| 7.º           | Omar Mendoza        | Medellín                                    | 35            | -             | -             | 35            |
| 8.º           | Dayer Quintana      | Movistar                                    | 30            | -             | -             | 30            |
| 9.º           | Kanstantsín Siutsou | Bahrain Merida                              | 25            | -             | -             | 25            |
| 10.º          | Rémi Cavagna        | Quick-Step Floors                           | 20            | -             | -             | 20            |